# Dossenheim-Kochersberg
Dossenheim-Kochersberg é uma comuna francesa na região administrativa de Grande Leste, no departamento Baixo Reno. 

## Demografia
Evolução da população:
| 1962 | 1968 | 1975 | 1982 | 1990 | 1999 |
| ---- | ---- | ---- | ---- | ---- | ---- |
| 124  | 126  | 143  | 134  | 146  | 180  |